# سیارک ۱۰۸۸۵
سیارک ۱۰۸۸۵ (به انگلیسی: 10885 Horimasato، نامگذاری:1996VE9) ده هزار و هشتصد و هشتاد و پنجمین سیارک کشف شده‌است که در ۷ نوامبر ۱۹۹۶ کشف شد.
قدر مطلق سیارک برابر ۵۳.۶ است.